# Хижозеро (посёлок)
Хи́жозеро (карел. Hiižjärvi) — посёлок в составе Повенецкого городского поселения Медвежьегорского района Республики Карелия Российской Федерации.

## Общие сведения
Расположен на берегу озера Хижозеро.

## Население
Численность населения в 1905 году составляла 93 человека.
| 2002 | 2010 | 2013 |
| ---- | ---- | ---- |
| 4    | ↘3   | ↘2   |